# Kalena Rios
Kalena Rios (Belém, Brasil, 12 de janeiro de 1983) é uma modelo de glamour e ex-atriz pornográfica transexual brasileira. Começou sua carreira na indústria do pornô em 2004. Durante seus anos na indústria pornográfica, participou de mais de 210 filmes adultos.

## Prêmios e nominações da indústria erótica
| Ano  | Prêmio                        | Resultado |
| ---- | ----------------------------- | --------- |
| 2014 | Miss Universo Trans           | Ganhadora |
| 2012 | Tranny Awards                 | Nomeada   |
| 2010 | Miss Trans Star Internacional | Nomeada   |